# 边界 (拓扑学)

集合（淺藍色）和它的邊界（深藍色）。

邊界，（英語：boundary），是點集拓樸的概念，拓扑空间 X 的子集 S 的边界是从 S  和从 S 的外部都可以接近的点的集合。更嚴格的说，它是屬於 S 的闭包但不是 S 的內點的所有点的集合。S 的边界的元素叫做 S 的邊界點（英語：boundary point）。集合 S 的边界的符号包括 bd(S)、fr(S) 和 ，{\displaystyle \partial S}。某些作者（比如 Willard 在 General Topology 中）使用术语“边境”（frontier）而不用边界来试图避免混淆于代数拓扑学中使用的边界概念。
S 的边界的连通单元叫做 S的边界单元。

## 定义
拓扑空间{\displaystyle (X,\tau )}的子集{\displaystyle S}的边界（記為{\displaystyle \partial S}）有一些常用及等价的定义:
- {\displaystyle S}的闭包减去{\displaystyle S}的内部：{\displaystyle \partial S={\bar {S}}-S^{o}}。
- {\displaystyle S}的闭包和其补集的闭包的交集：{\displaystyle \partial S={\bar {S}}\cap {\overline {(X-S)}}}。
- {\displaystyle \partial S}是所有满足以下条件的点{\displaystyle x}的集合：{\displaystyle x}的每个邻域都包含至少一个属于{\displaystyle S}的點，以及至少一个不属于{\displaystyle S}的點。这些點{\displaystyle x}称为{\displaystyle S}的边界点。

## 性质
- 集合的边界是闭集。
- p 是某集合的边界点，当且仅当所有 p 的邻域包含至少一个点属于该集合且至少一个点不属于该集合。
- 某集合的边界等于该集合的闭包和该集合的补集的闭包的交集。
- 某集合是闭集，当且仅当该集合的边界在该集合中；某集合是开集，当且仅当该集合与其边界不相交。
- 某集合的边界等于其补集的边界。
- 某集合的闭包等于该集合和其边界的并集。
- 某集合的边界为空，当且仅当该集合既是开集也是闭集(也就是闭开集)。

## 举例
- 若 {\displaystyle X=[0,5)\,}，则 {\displaystyle \partial X=\{0,5\}}。
- {\displaystyle \partial {\overline {B}}(\mathbf {a} ,r)={\overline {B}}(\mathbf {a} ,r)-B(\mathbf {a} ,r)}
- {\displaystyle \partial D^{n}\simeq S^{n-1}}
- {\displaystyle \partial \emptyset =\emptyset }
- 在 R3 中，若 Ω=x2+y2 ≤ 1且Z=0，则 ∂Ω = Ω；但在 R2 中，∂Ω = {(x, y) | x2+y2 = 1}。所以，集合的边界依赖其背景空间。

## 引用
- J. R. Munkres. . Prentice-Hall. 2000. ISBN 978-0-13-181629-9.
- S. Willard. . Addison-Wesley. 1970. ISBN 978-0-201-08707-9.